# Hrvatska nogometna liga 2023-2024
La Hrvatska nogometna liga 2023-2024, conosciuta anche come SuperSport Hrvatska nogometna liga 2023-2024 per motivi di sponsorizzazione, è stata la trentatreesima edizione della massima serie del Campionato croato di calcio, la seconda con la nuova denominazione. La competizione è iniziata il 21 luglio 2023 ed è terminata il 25 maggio 2024.
La Dinamo Zagabria era la squadra campione in carica e si è riconfermata, vincendo il suo venticinquesimo titolo nazionale.

## Stagione

### Novità
Dalla stagione 2022-2023 è stato retrocesso il Sebenico (dopo 3 stagioni nella massima divisione), mentre dalla 1. NL è stato promosso il Rudeš (dopo un'assenza di 4 stagioni).
La HNL è rimasta al 19º posto del ranking UEFA e rimane con un posto per le qualificazioni alla UEFA Champions League.

### Regolamento
Le 10 squadre partecipanti si affrontano in un doppio girone di andata e ritorno per un totale di 36 giornate.
La prima classificata è campione di Croazia e si qualifica per il secondo turno di qualificazione della UEFA Champions League 2024-2025. Le squadre classificate al secondo e terzo posto si qualificano per il secondo turno di qualificazione della UEFA Europa Conference League 2024-2025, la vincitrice della Coppa di Croazia, invece, al terzo turno di Europa League.
L'ultima classificata retrocede direttamente in Prva NL 2024-2025.

## Squadre partecipanti
| Squadra             | Città         | Stadio                                     | Stagione precedente |
| ------------------- | ------------- | ------------------------------------------ | ------------------- |
| Dinamo Zagabria     | Zagabria      | Stadio Maksimir                            | 1º in HNL           |
| Hajduk Spalato      | Spalato       | Stadio di Poljud                           | 2º in HNL           |
| HNK Gorica          | Velika Gorica | Stadio municipale                          | 9º in HNL           |
| Istria 1961         | Pola          | Stadio Aldo Drosina                        | 5º in HNL           |
| Lokomotiva Zagabria | Zagabria      | ŠRC Hitrec-Kacijan Stadio Kranjčevićeva    | 7º in HNL           |
| Osijek              | Osijek        | Opus Arena                                 | 3º in HNL           |
| Rijeka              | Fiume         | Stadio Rujevica                            | 4º in HNL           |
| Rudeš               | Zagabria      | Športski centar Rudeš Stadio Kranjčevićeva | 1º in 1. NL         |
| Slaven Belupo       | Koprivnica    | Stadio municipale Ivan Kušek-Apaš          | 8º in HNL           |
| Varaždin            | Varaždin      | Stadio Anđelko Herjavec                    | 6º in HNL           |

## Allenatori e primatisti
| Squadra             | Allenatore                                                                                                 | Calciatore più presente | Cannoniere |
| ------------------- | --- | ----------------------- | ---------- |
| Dinamo Zagabria     | Igor Bišćan (1ª-3ª) Sergej Jakirović (4ª-36ª)                                                              |                         |            |
| Hajduk Spalato      | Ivan Leko (1ª-11ª) Mislav Karoglan (12ª-29ª) Jure Ivanković (30ª-36ª)                                      |                         |            |
| HNK Gorica          | Željko Sopić (1ª-4ª) Mensur Mujdža (5ª) Dinko Jeličić (6ª-26ª) Mensur Mujdža (27ª) Rajko Vidović (28ª-36ª) |                         |            |
| Istria 1961         | Mislav Karoglan (1ª-3ª) Sergej Banović (4ª) David Catalá (5ª-21ª) Paolo Tramezzani (22ª-36ª)               |                         |            |
| Lokomotiva Zagabria | Silvijo Čabraja                                                                                            |                         |            |
| Osijek              | Stjepan Tomas (1ª-9ª) Ivo Smoje (10ª) Zoran Zekić (11ª-36ª)                                                |                         |            |
| Rijeka              | Sergej Jakirović (1ª-4ª) Željko Sopić (5ª-36ª)                                                             |                         |            |
| Rudeš               | Robert Prosinečki (1ª-7ª) Toni Golem (8ª-15ª) Ivan Mijač (16ª-17ª) Davor Mladina (18ª-36ª)                 |                         |            |
| Slaven Belupo       | Ricardo Moniz (1ª-7ª) Roy Ferenčina (8ª-29ª) Ivan Radeljić (30ª-36ª)                                       |                         |            |
| Varaždin            | Mario Kovačević (1ª-17ª) Nikola Šafarić (18ª-36ª)                                                          |                         |            |

## Classifica
Aggiornata al 27 maggio 2024.
|  | Pos. | Squadra             | Pt | G  | V  | N  | P  | GF | GS | DR  |
|  | ---- | ------------------- | -- | -- | -- | -- | -- | -- | -- | --- |
|  | 1.   | Dinamo Zagabria     | 82 | 36 | 25 | 7  | 4  | 67 | 30 | +37 |
|  | 2.   | Rijeka              | 74 | 36 | 23 | 5  | 8  | 69 | 30 | +39 |
|  | 3.   | Hajduk Spalato      | 68 | 36 | 21 | 5  | 10 | 54 | 26 | +28 |
|  | 4.   | Osijek              | 57 | 36 | 16 | 9  | 11 | 62 | 43 | +19 |
|  | 5.   | Lokomotiva Zagabria | 51 | 36 | 12 | 15 | 9  | 52 | 45 | +7  |
|  | 6.   | Varaždin            | 42 | 36 | 10 | 12 | 14 | 39 | 47 | –8  |
|  | 7.   | HNK Gorica          | 41 | 36 | 11 | 8  | 17 | 35 | 50 | –15 |
|  | 8.   | Istria 1961         | 41 | 36 | 10 | 11 | 15 | 36 | 54 | –18 |
|  | 9.   | Slaven Belupo       | 33 | 36 | 9  | 6  | 21 | 43 | 69 | –26 |
|  | 10.  | Rudeš               | 9  | 36 | 1  | 6  | 29 | 22 | 85 | –63 |

Legenda:
      Campione di Croazia e ammessa agli spareggi della UEFA Champions League 2024-2025.
      Finalista della coppa nazionale ed ammessa al 2º turno di qualificazione della UEFA Europa League 2024-2025.
      Ammesse al 2º turno di qualificazione della UEFA Conference League 2024-2025.
 Retrocessione diretta in 1. NL 2024-2025.

## Risultati

### Tabellone
Aggiornati al 27 maggio 2024.
|                     | Din  | Haj  | Gor  | Ist  | Lok  | Osi  | Rij  | Rud  | Sla  | Var  |
| ------------------- | ---- | ---- | ---- | ---- | ---- | ---- | ---- | ---- | ---- | ---- |
| Dinamo Zagabria     | –––– | 1-2  | 0-0  | 3-0  | 2-1  | 2-1  | 2-1  | 1-0  | 3-0  | 2-1  |
| Dinamo Zagabria     | –––– | 0-0  | 2-0  | 4-1  | 1-0  | 1-0  | 1-0  | 3-3  | 5-2  | 1-0  |
| Hajduk Spalato      | 1-0  | –––– | 3-0  | 0-1  | 1-0  | 0-2  | 1-0  | 1-0  | 3-0  | 3-1  |
| Hajduk Spalato      | 0-1  | –––– | 2-1  | 1-0  | 1-2  | 1-2  | 1-2  | 5-1  | 4-0  | 0-1  |
| HNK Gorica          | 2-1  | 2-1  | –––– | 0-0  | 1-0  | 3-0  | 2-3  | 3-0  | 2-2  | 1-1  |
| HNK Gorica          | 0-2  | 0-3  | –––– | 2-0  | 1-2  | 0-3  | 0-2  | 2-1  | 1-0  | 1-3  |
| Istra 1961          | 0-3  | 0-2  | 0-1  | –––– | 0-4  | 4-4  | 1-1  | 0-0  | 2-0  | 2-0  |
| Istra 1961          | 0-1  | 1-1  | 0-0  | –––– | 0-0  | 1-0  | 0-2  | 2-1  | 3-0  | 2-0  |
| Lokomotiva Zagabria | 3-0  | 1-1  | 1-1  | 1-1  | –––– | 2-2  | 1-1  | 1-0  | 1-3  | 3-3  |
| Lokomotiva Zagabria | 2-2  | 2-5  | 1-1  | 3-0  | –––– | 1-1  | 3-1  | 3-0  | 2-1  | 0-0  |
| Osijek              | 2-3  | 0-1  | 1-0  | 3-1  | 1-1  | –––– | 0-0  | 3-0  | 6-1  | 1-1  |
| Osijek              | 1-1  | 1-1  | 3-0  | 1-2  | 3-1  | –––– | 2-0  | 2-0  | 4-1  | 0-1  |
| Rijeka              | 2-2  | 1-0  | 1-0  | 6-0  | 2-1  | 2-1  | –––– | 4-0  | 2-4  | 2-2  |
| Rijeka              | 1-2  | 1-0  | 3-0  | 3-0  | 4-0  | 3-0  | –––– | 3-0  | 4-0  | 2-0  |
| Rudeš               | 1-5  | 0-2  | 0-2  | 0-4  | 0-0  | 3-4  | 1-2  | –––– | 0-0  | 0-0  |
| Rudeš               | 0-3  | 0-2  | 2-1  | 1-3  | 3-3  | 2-3  | 0-3  | –––– | 1-3  | 0-2  |
| Slaven Belupo       | 0-2  | 0-1  | 0-0  | 2-2  | 0-1  | 1-0  | 0-1  | 3-2  | –––– | 3-2  |
| Slaven Belupo       | 2-3  | 0-1  | 4-1  | 1-1  | 2-3  | 0-1  | 0-1  | 4-0  | –––– | 0-1  |
| Varaždin            | 1-1  | 1-2  | 1-0  | 1-0  | 0-0  | 2-2  | 0-2  | 2-0  | 2-2  | –––– |
| Varaždin            | 0-1  | 1-1  | 2-4  | 2-2  | 0-2  | 0-2  | 3-1  | 1-0  | 1-2  | –––– |

### Calendario 1-18
| Andata (1ª) | Andata (1ª) | 1ª giornata             | Ritorno (10ª) | Ritorno (10ª) |
|             |             |                         |               |               |
| 22 luglio   | 1-1         | Gorica - Varaždin       | 0-1           | 30 settembre  |
| 22 luglio   | 1-1         | Lokomotiva - Istra 1961 | 4-0           | 30 settembre  |
| 22 luglio   | 1-2         | Dinamo - Hajduk         | 0-1           | 30 settembre  |
| 22 luglio   | 4-0         | Rijeka - Rudeš          | 2-1           | 30 settembre  |
| 22 luglio   | 6-1         | Osijek - Slaven Belupo  | 0-1           | 30 settembre  |

| Andata (2ª) | Andata (2ª) | 2ª giornata              | Ritorno (11ª) | Ritorno (11ª) |
|             |             |                          |               |               |
| 29 luglio   | 2-2         | Varaždin - Slaven Belupo | 2-3           | 7 ottobre     |
| 29 luglio   | 3-4         | Rudeš - Osijek           | 0-3           | 7 ottobre     |
| 29 luglio   | 1-0         | Hajduk - Rijeka          | 0-1           | 7 ottobre     |
| 29 luglio   | 0-3         | Istra 1961 - Dinamo      | 0-3           | 7 ottobre     |
| 29 luglio   | 1-0         | Gorica - Lokomotiva      | 1-1           | 7 ottobre     |

| Andata (3ª) | Andata (3ª) | 3ª giornata           | Ritorno (12ª) | Ritorno (12ª) |
|             |             |                       |               |               |
| 5 agosto    | 3-3         | Lokomotiva - Varaždin | 0-0           | 21 ottobre    |
| 5 agosto    | 0-0         | Dinamo - Gorica       | 1-2           | 21 ottobre    |
| 5 agosto    | 6-0         | Rijeka - Istra 1961   | 1-1           | 21 ottobre    |
| 5 agosto    | 0-1         | Osijek - Hajduk       | 2-0           | 21 ottobre    |
| 5 agosto    | 3-2         | Slaven Belupo - Rudeš | 0-0           | 21 ottobre    |

| Andata (4ª) | Andata (4ª) | 4ª giornata            | Ritorno (13ª) | Ritorno (13ª) |
|             |             |                        |               |               |
| 12 agosto   | 2-0         | Varaždin - Rudeš       | 0-0           | 28 ottobre    |
| 12 agosto   | 3-0         | Hajduk - Slaven Belupo | 1-0           | 28 ottobre    |
| 12 agosto   | 4-4         | Istra 1961 - Osijek    | 1-3           | 28 ottobre    |
| 12 agosto   | 2-3         | Gorica - Rijeka        | 0-1           | 28 ottobre    |
| 12 agosto   | 3-0         | Lokomotiva - Dinamo    | 1-2           | 28 ottobre    |

| Andata (5ª) | Andata (5ª) | 5ª giornata                | Ritorno (14ª) | Ritorno (14ª) |
|             |             |                            |               |               |
| 19 agosto   | 2-1         | Dinamo - Varaždin          | 1-1           | 4 novembre    |
| 19 agosto   | 2-1         | Rijeka - Lokomotiva        | 1-1           | 4 novembre    |
| 19 agosto   | 1-0         | Osijek - Gorica            | 0-3           | 4 novembre    |
| 19 agosto   | 2-2         | Slaven Belupo - Istra 1961 | 0-2           | 4 novembre    |
| 19 agosto   | 0-2         | Rudeš - Hajduk             | 0-1           | 4 novembre    |

| Andata (6ª) | Andata (6ª) | 6ª giornata            | Ritorno (15ª) | Ritorno (15ª) |
|             |             |                        |               |               |
| 26 agosto   | 1-2         | Varaždin - Hajduk      | 1-3           | 11 novembre   |
| 26 agosto   | 0-0         | Istra 1961 - Rudeš     | 4-0           | 11 novembre   |
| 26 agosto   | 2-2         | Gorica - Slaven Belupo | 0-0           | 11 novembre   |
| 26 agosto   | 2-2         | Lokomotiva - Osijek    | 1-1           | 11 novembre   |
| 26 agosto   | 2-1         | Dinamo - Rijeka        | 2-2           | 11 novembre   |

| Andata (7ª) | Andata (7ª) | 7ª giornata                | Ritorno (16ª) | Ritorno (16ª) |
|             |             |                            |               |               |
| 2 settembre | 2-2         | Rijeka - Varaždin          | 2-0           | 25 novembre   |
| 2 settembre | 2-3         | Osijek - Dinamo            | 1-2           | 25 novembre   |
| 2 settembre | 0-1         | Slaven Belupo - Lokomotiva | 3-1           | 25 novembre   |
| 2 settembre | 0-2         | Rudeš - Gorica             | 0-3           | 25 novembre   |
| 2 settembre | 0-1         | Hajduk - Istra 1961        | 2-0           | 25 novembre   |

| Andata (8ª)  | Andata (8ª) | 8ª giornata            | Ritorno (17ª) | Ritorno (17ª) |
|              |             |                        |               |               |
| 16 settembre | 1-0         | Varaždin - Istra 1961  | 0-2           | 2 dicembre    |
| 16 settembre | 2-1         | Gorica - Hajduk        | 0-3           | 2 dicembre    |
| 16 settembre | 1-0         | Lokomotiva - Rudeš     | 0-0           | 2 dicembre    |
| 16 settembre | 3-0         | Dinamo - Slaven Belupo | 2-0           | 2 dicembre    |
| 16 settembre | 2-1         | Rijeka - Osijek        | 0-0           | 2 dicembre    |

| \| Andata (9ª) \| Andata (9ª) \| 9ª giornata \| Ritorno (18ª) \| Ritorno (18ª) \| \| \| \| \| \| \| \| 23 settembre \| 1-1 \| Osijek - Varaždin \| 2-2 \| 9 dicembre \| \| 23 settembre \| 0-1 \| Slaven Belupo - Rijeka \| 4-2 \| 9 dicembre \| \| 23 settembre \| 1-5 \| Rudeš - Dinamo \| 0-1 \| 9 dicembre \| \| 23 settembre \| 1-0 \| Hajduk - Lokomotiva \| 1-1 \| 9 dicembre \| \| 23 settembre \| 0-1 \| Istra 1961 - Gorica \| 0-0 \| 9 dicembre \| |             |                        |               |               |
| Andata (9ª) | Andata (9ª) | 9ª giornata            | Ritorno (18ª) | Ritorno (18ª) |
| |             |                        |               |               |
| 23 settembre | 1-1         | Osijek - Varaždin      | 2-2           | 9 dicembre    |
| 23 settembre | 0-1         | Slaven Belupo - Rijeka | 4-2           | 9 dicembre    |
| 23 settembre | 1-5         | Rudeš - Dinamo         | 0-1           | 9 dicembre    |
| 23 settembre | 1-0         | Hajduk - Lokomotiva    | 1-1           | 9 dicembre    |
| 23 settembre | 0-1         | Istra 1961 - Gorica    | 0-0           | 9 dicembre    |

### Calendario 19-36
| Andata (19ª) | Andata (19ª) | 1ª giornata             | Ritorno (28ª) | Ritorno (28ª) |
|              |              |                         |               |               |
| 16 dicembre  | 1-3          | Gorica - Varaždin       | 4-2           | 30 marzo      |
| 16 dicembre  | 3-0          | Lokomotiva - Istra 1961 | 0-0           | 30 marzo      |
| 16 dicembre  | 0-0          | Dinamo - Hajduk         | 1-0           | 30 marzo      |
| 16 dicembre  | 3-0          | Rijeka - Rudeš          | 3-0           | 30 marzo      |
| 16 dicembre  | 4-1          | Osijek - Slaven Belupo  | 1-0           | 30 marzo      |

| Andata (20ª) | Andata (20ª) | 2ª giornata              | Ritorno (29ª) | Ritorno (29ª) |
|              |              |                          |               |               |
| 27 gennaio   | 1-2          | Varaždin - Slaven Belupo | 1-0           | 6 aprile      |
| 27 gennaio   | 2-0          | Osijek - Rudeš           | 3-2           | 6 aprile      |
| 27 gennaio   | 1-2          | Hajduk - Rijeka          | 0-1           | 6 aprile      |
| 27 gennaio   | 0-1          | Istra 1961 - Dinamo      | 1-4           | 6 aprile      |
| 27 gennaio   | 1-2          | Gorica - Lokomotiva      | 1-1           | 6 aprile      |

| Andata (21ª) | Andata (21ª) | 3ª giornata           | Ritorno (30ª) | Ritorno (30ª) |
|              |              |                       |               |               |
| 3 febbraio   | 0-0          | Lokomotiva - Varaždin | 2-0           | 13 aprile     |
| 3 febbraio   | 2-0          | Dinamo - Gorica       | 2-0           | 13 aprile     |
| 3 febbraio   | 3-0          | Rijeka - Istra 1961   | 2-0           | 13 aprile     |
| 3 febbraio   | 1-1          | Osijek - Hajduk       | 2-1           | 13 aprile     |
| 3 febbraio   | 4-0          | Slaven Belupo - Rudeš | 3-1           | 13 aprile     |

| Andata (22ª) | Andata (22ª) | 4ª giornata            | Ritorno (31ª) | Ritorno (31ª) |
|              |              |                        |               |               |
| 10 febbraio  | 1-0          | Varaždin - Rudeš       | 2-0           | 20 aprile     |
| 10 febbraio  | 4-0          | Hajduk - Slaven Belupo | 1-0           | 20 aprile     |
| 10 febbraio  | 1-0          | Istra 1961 - Osijek    | 2-1           | 20 aprile     |
| 10 febbraio  | 0-2          | Gorica - Rijeka        | 0-3           | 20 aprile     |
| 10 febbraio  | 2-2          | Lokomotiva - Dinamo    | 0-1           | 20 aprile     |

| Andata (23ª) | Andata (23ª) | 5ª giornata                | Ritorno (32ª) | Ritorno (32ª) |
|              |              |                            |               |               |
| 17 febbraio  | 1-0          | Dinamo - Varaždin          | 1-0           | 27 aprile     |
| 17 febbraio  | 4-0          | Rijeka - Lokomotiva        | 1-3           | 27 aprile     |
| 17 febbraio  | 3-0          | Osijek - Gorica            | 3-0           | 27 aprile     |
| 17 febbraio  | 1-1          | Slaven Belupo - Istra 1961 | 0-3           | 27 aprile     |
| 17 febbraio  | 0-2          | Rudeš - Hajduk             | 1-5           | 27 aprile     |

| Andata (24ª) | Andata (24ª) | 6ª giornata            | Ritorno (33ª) | Ritorno (33ª) |
|              |              |                        |               |               |
| 24 febbraio  | 1-1          | Varaždin - Hajduk      | 1-0           | 4 maggio      |
| 24 febbraio  | 2-1          | Istra 1961 - Rudeš     | 3-1           | 4 maggio      |
| 24 febbraio  | 1-0          | Gorica - Slaven Belupo | 1-4           | 4 maggio      |
| 24 febbraio  | 1-1          | Lokomotiva - Osijek    | 1-3           | 4 maggio      |
| 24 febbraio  | 1-0          | Dinamo - Rijeka        | 2-1           | 4 maggio      |

| Andata (25ª) | Andata (25ª) | 7ª giornata                | Ritorno (34ª) | Ritorno (34ª) |
|              |              |                            |               |               |
| 2 marzo      | 2-0          | Rijeka - Varaždin          | 1-3           | 11 maggio     |
| 2 marzo      | 1-1          | Osijek - Dinamo            | 0-1           | 11 maggio     |
| 2 marzo      | 2-3          | Slaven Belupo - Lokomotiva | 1-2           | 11 maggio     |
| 2 marzo      | 2-1          | Rudeš - Gorica             | 1-2           | 11 maggio     |
| 2 marzo      | 1-0          | Hajduk - Istra 1961        | 1-1           | 11 maggio     |

| Andata (26ª) | Andata (26ª) | 8ª giornata            | Ritorno (35ª) | Ritorno (35ª) |
|              |              |                        |               |               |
| 9 marzo      | 2-2          | Varaždin - Istra 1961  | 0-2           | 18 maggio     |
| 9 marzo      | 0-3          | Gorica - Hajduk        | 1-2           | 18 maggio     |
| 9 marzo      | 3-0          | Lokomotiva - Rudeš     | 3-3           | 18 maggio     |
| 9 marzo      | 5-2          | Dinamo - Slaven Belupo | 3-2           | 18 maggio     |
| 9 marzo      | 3-0          | Rijeka - Osijek        | 0-2           | 18 maggio     |

| \| Andata (27ª) \| Andata (27ª) \| 9ª giornata \| Ritorno (36ª) \| Ritorno (36ª) \| \| \| \| \| \| \| \| 16 marzo \| 0-1 \| Osijek - Varaždin \| 2-0 \| 25 maggio \| \| 16 marzo \| 0-1 \| Slaven Belupo - Rijeka \| 0-4 \| 25 maggio \| \| 16 marzo \| 0-3 \| Rudeš - Dinamo \| 3-3 \| 25 maggio \| \| 16 marzo \| 1-2 \| Hajduk - Lokomotiva \| 5-2 \| 25 maggio \| \| 16 marzo \| 0-0 \| Istra 1961 - Gorica \| 0-2 \| 25 maggio \| |              |                        |               |               |
| Andata (27ª) | Andata (27ª) | 9ª giornata            | Ritorno (36ª) | Ritorno (36ª) |
| |              |                        |               |               |
| 16 marzo | 0-1          | Osijek - Varaždin      | 2-0           | 25 maggio     |
| 16 marzo | 0-1          | Slaven Belupo - Rijeka | 0-4           | 25 maggio     |
| 16 marzo | 0-3          | Rudeš - Dinamo         | 3-3           | 25 maggio     |
| 16 marzo | 1-2          | Hajduk - Lokomotiva    | 5-2           | 25 maggio     |
| 16 marzo | 0-0          | Istra 1961 - Gorica    | 0-2           | 25 maggio     |

## Statistiche

### Squadre

#### Capoliste solitarie
|    | —— | ——     | —— | —— | —— | —— | —— | —— | ——  | ——  | ——  | ——  | ——  | ——  | ——  | ——  | ——  | ——  | ——  | ——  | ——  | ——  | ——  | ——  | ——  | ——  | ——  | ——  | ——  | ——  | ——  | ——  | ——  | ——  | ——  | —— |  |
|    |    | Hajduk |    |    |    |    |    |    |     |     |     |     |     |     |     |     |     |     |     |     |     |     |     |     |     |     |     |     |     |     |     |     |     |     |     |    |  |
|    |    |        |    |    |    |    |    |    |     |     |     |     |     |     |     |     |     |     |     |     |     |     |     |     |     |     |     |     |     |     |     |     |     |     |     |    |  |
|    |    |        |    |    |    |    |    |    |     |     |     |     |     |     |     |     |     |     |     |     |     |     |     |     |     |     |     |     |     |     |     |     |     |     |     |    |  |
| 1ª | 2ª | 3ª     | 4ª | 5ª | 6ª | 7ª | 8ª | 9ª | 10ª | 11ª | 12ª | 13ª | 14ª | 15ª | 16ª | 17ª | 18ª | 19ª | 20ª | 21ª | 22ª | 23ª | 24ª | 25ª | 26ª | 27ª | 28ª | 29ª | 30ª | 31ª | 32ª | 33ª | 34ª | 35ª | 36ª |    |  |

### Individuali

#### Classifica marcatori
Aggiornata al 27 maggio 2024.
| Gol |  |  | Giocatore      | Squadra                           |
| --- |  |  | -------------- | --------------------------------- |
| 19  |  |  | Ramón Miérez   | Osijek                            |
| 13  |  |  | Fran Brodić    | Varaždin (7), Dinamo Zagabria (6) |
| 12  |  |  | Duje Čop       | Lokomotiva Zagabria               |
| 11  |  |  | Niko Janković  | Rijeka                            |
| 11  |  |  | Bruno Petković | Dinamo Zagabria                   |
| 10  |  |  | Marko Livaja   | Hajduk Spalato                    |
| 10  |  |  | Benedik Mioč   | Slaven Belupo                     |
| 9   |  |  | Marin Šotiček  | Lokomotiva Zagabria               |